# On ne greffe pas que les cœurs...
Pour plus de détails, voir Fiche technique et Distribution.
On ne greffe pas que les cœurs... (Il trapianto) est un film italien réalisé par Steno, sorti en 1970.

## Synopsis
Un vieux et riche Américain offre un milliard de lires à celui qui lui fera don d'un greffon afin de recouvrer sa virilité. 
Parmi les nombreux donateurs, l'ordinateur en sélectionne trois, un exubérant bûcheron vénitien, un modeste employé romain, père de famille nombreuse, et un baron sicilien endetté dont les performances sont célèbres. L'employé romain finit par être choisi, mais le baron sicilien, de retour en Sicile se vante d'avoir été retenu et profite de son mensonge pour se lancer dans des aventures sentimentales, mais quand la vérité éclate le chef de la mafia locale lui impose de sacrifier sa virilité.

## Fiche technique
- Titre original : Il trapianto
- Titre français : On ne greffe pas que les cœurs...
- Réalisation : Steno
- Scénario : Steno, Nino Longobardi, Giulio Scarnicci,	Stefano Strucchi et Raimondo Vianello
- Directeur de la photographie : Carlo Carlini
- Pays d'origine : Italie
- Genre : comédie
- Date de sortie : 1970

## Distribution
- Carlo Giuffré : Ferruccio di Filaruta
- Graziella Granata : Angelina
- Roberto Camardiel : Don Liborio
- Liana Trouche : Adele Barbieri
- Fiodor Chaliapine fils : Don Calogero
- Renato Rascel : Dario Barbieri
- Gabriella Giorgelli : Carmela
- Malisa Longo : Maddalena